# 成り立つかな?
『成り立つかな?』は1981年12月に発表された突然段ボールの1stアルバム。

## 解説
英語タイトル『CAN I?』。制作直前に渡部紀義（Bs）が脱退したため、録音は蔦木栄一、蔦木俊二の2人で行われた。収録の1〜3は蔦木兄弟、渡部の3人で作った曲。
電車車両がデザインされたジャケットは蔦木栄一とイラストレーターのヤギヤスオによる。ヤギによれば、「きっかけは、当時、プレイヤー誌で彼らのライヴを酷評し、蔦木兄から電話があり呼び出され袋叩きにされる、かと思ったら、いろいろ更に酷評指摘し、そしたらデビュー盤のジャケット頼まれた」。電車は高崎線で、ヤギによれば、「ジャケの湘南電車は亡き蔦木兄がこの写真をと…」。ヤギは、この「クハ80系電車ネガ」を、ふたたびアルバム『好きだよ』（1993）のジャケットデザインを依頼された際に返却したという。
2005年再発盤ではボーナス・トラック6曲が追加された。

## 収録曲
1. 選択と配列
2. イパネマの娘
3. 木工
4. 介添人の希望すること
5. To .........
6. ときどき
7. ゆっくり立つ　ゆっくり座る
8. ヤ・ス・ミ
9. 成り立つかな？

－2005年再発盤ボーナス・トラック－
1. スゴク・ヒドイ
2. 復調のきざし
3. おとな・こども
4. 木と林
5. そのままで（明日はクリスマス）
6. 夏はかげろう

## メンバーおよびスタッフ
- 突然段ボール
  - 蔦木栄一
  - 蔦木俊二

## 主な文献
- 『成り立つかな?』（2005年再発）鈴木基生によるライナーノーツ